# Патрік Бет-Девід
Патрік Бет-Девід (англ. Patrick Bet-David; нар. 18 жовтня 1978, Тегеран, Іран) — ірано-американський бізнесмен і подкастер. Він є ведучим PBD Podcast і Valuetainment, які висвітлюють такі теми, як поточні події, бізнес і поп-культура, часто за участю знаменитостей. У 2009 році він заснував «PHP Agency», багаторівневу маркетингову компанію, що продає страхування життя та фінансові послуги. Подкаст Бет-Девіда часто приймає політичних діячів, зокрема Дональда Трампа.

## Раннє життя
Патрік Бет-Девід народився в Тегерані, столиці Ірану, 18 жовтня 1978 року. Він народився в християнській родині ассирійсько-вірменського походження. Бет-Девід і його батьки покинули Іран як біженці під час ірано-іракської війни. У 1989 році вони провели деякий час у таборі для біженців в Ерлангені, ФРН, перш ніж зрештою емігрувати до Сполучених Штатів і оселитися в Глендейлі, Каліфорнія.
У ранньому віці він вів спосіб життя, який, за його словами, був зосереджений на вечірках, перш ніж приєднатися до армії Сполучених Штатів. Він стверджував, що деякий час працював тілоохоронцем у провідного торговця кокаїном у Лос-Анджелесі. Цей період, за словами Бет-Девіда, справив свій вплив на його світогляд.
Бет-Девід сказав, що після служби в армії США він відновив стосунки із другом зі старшої школи, який наново познайомив його з християнством.

## Кар'єра

### Рання кар'єра
10 вересня 2001 року Бет-Девід був найнятий фінансовим консультантом у гліндейлській філії «Morgan Stanley Dean Witter». Пізніше він продовжив майже вісім років працювати в «Transamerica».

### Агентство багаторівневого маркетингу

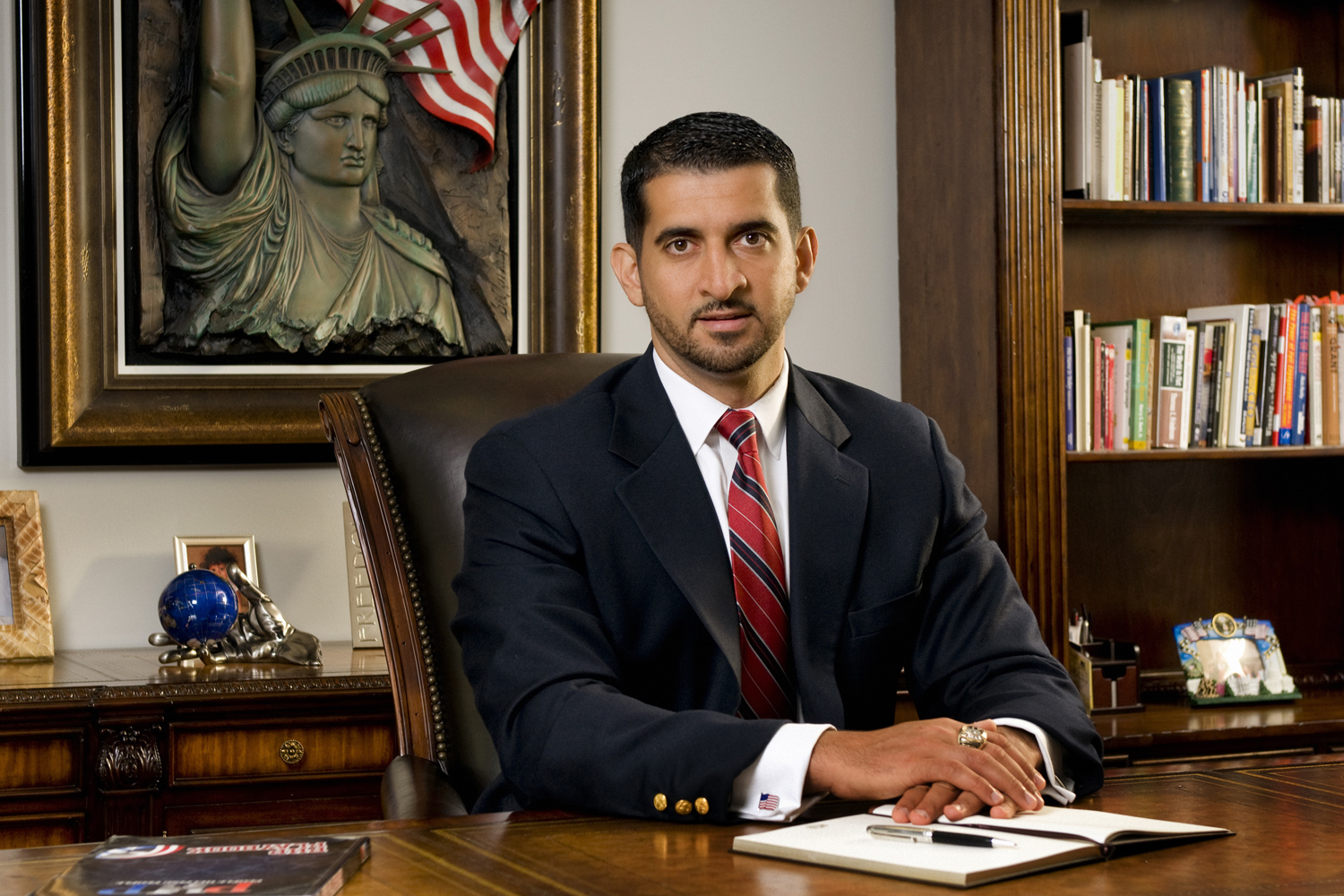
Патрік Бет-Девід у 2011 році

Bet-David заснував «PHP Agency» у 2009 році, зосередившись на страхуванні життя та фінансових послугах. Компанію, схему багаторівневого маркетингу, придбала «Integrity», інша MLM-компанія, у 2022 році.
Бет-Девід зіткнувся з критикою за його бізнес-практики, зокрема щодо його страхової компанії «PHP». Відомі критики, в тому числі ютубер Coffeezilla, вказали на «PHP», як на яскравий приклад схеми багаторівневого маркетингу. У тригодинному інтерв'ю з Бет-Девідом Coffeezilla показав документи, згідно з якими більшість агентів «PHP» практично не заробляли. Бет-Девід не заперечує цього, але стверджує, що інші галузі, такі як нерухомість і страхування, також використовують структури MLM.
У статті «The Daily Beast» за 2019 рік стверджувалося, що бізнес-модель «PHP Agency» більшою мірою залежить від плати за прийом на роботу, ніж від продажу страхових продуктів, і більша частина доходу компанії, схоже, надходить від гонорарів, які сплачують самі новобранці. Критики, такі як Дуглас Брукс, адвокат, що спеціалізується на багаторівневих маркетингових позовах, описали модель як схожу на лотерею, де успіху досягають лише кілька людей, а більшість втрачає гроші.

### Політичні подкасти та інтерв'ю

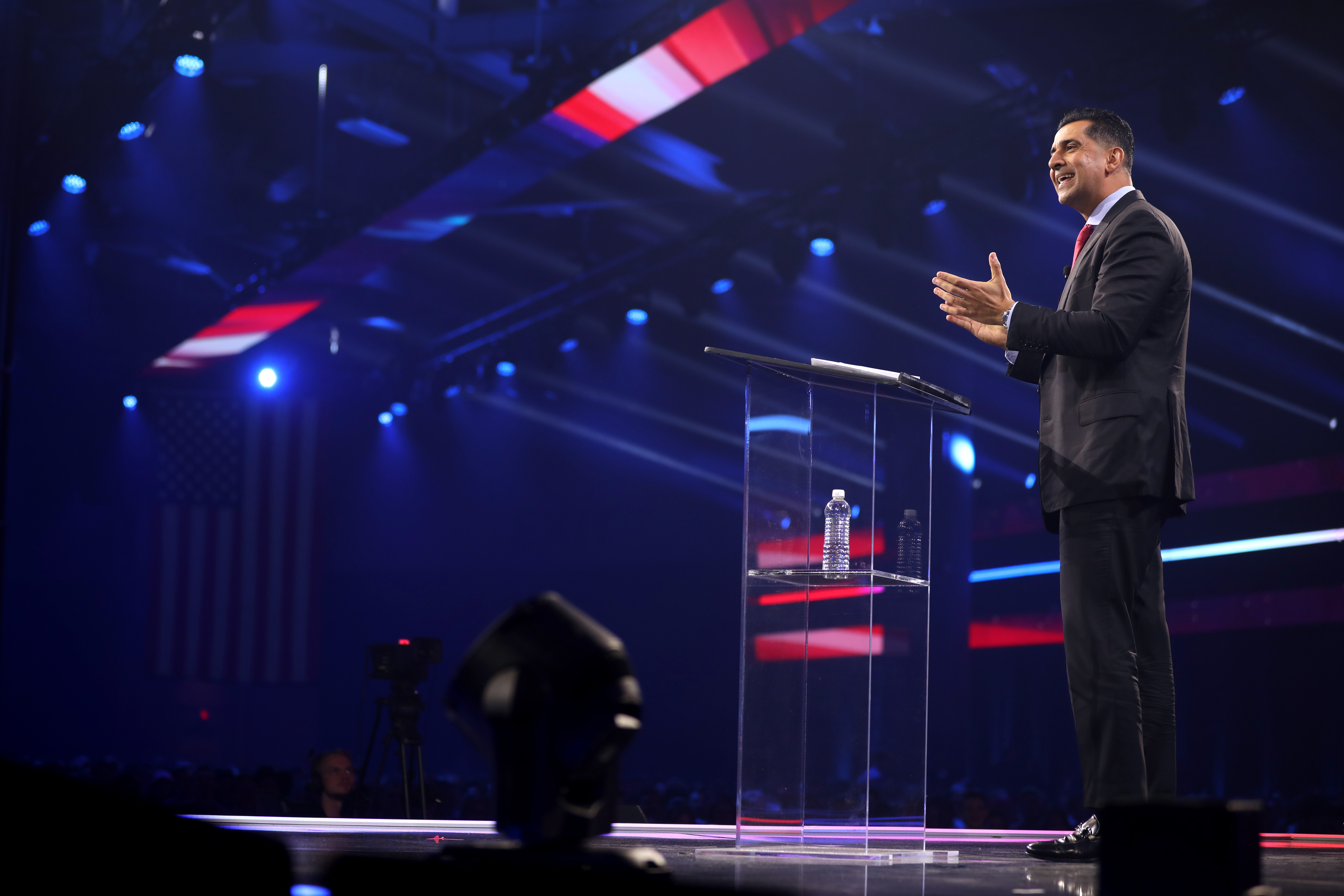
Бет-Девід виступає на AmericaFest 2023 у Фініксі, штат Аризона

9 листопада 2012 року Бет-Девід запустив канал «Valuetainment» на YouTube, який містить коментарі Бет-Девіда та інтерв'ю. Згодом він перетворилася на більшу медіакомпанію, яка проводить конференції за участю доповідачів, зокрема Двейна Джонсона та Ніка Сабана.
У міру зростання Valuetainment, Бет-Девід наважився на політичне коментаторство, запустивши PBD Podcast, де проводяться дебати та інтерв'ю про американську політику та культурні питання. У подкасті Бет-Девід брав інтерв'ю у гостей, включаючи колишнього агента секретної служби США Клінта Гілла, Рези Пахлаві, спадкоємного принца Ірану, єпископа Мар Марі Еммануеля, Семмі Гравано, Стівена Болдвіна і Дональда Трампа. Він зарекомендував себе як вірний союзник Трампа. Згідно з «MIT Technology Review» у травні 2020 року, Valuetainment і Бет-Девід пропагували прихильників теорій змови та не змогли кинути виклик їхнім поглядам в ефірі. Відповідно до «Media Matters for America», Бет-Девід забезпечив «безпечний простір» для ультраправих фігур. В інтерв'ю з прибічником переваги білої раси Томасом Руссо Бет-Девід покроково пояснив, як люди можуть доєднуватись до його групи «Патріотичний фронт».

### Спорт
Бет-Девід є міноритарним власником «Нью-Йорк Янкіз».

## Книги
- Bet-David, Patrick (2012). The Next Perfect Storm (English) . Open Road Integrated Media, Incorporated. ISBN 9780615650975.
- Bet-David, Patrick (2012). Doing the Impossible: The 25 Laws for Doing the Impossible (English) . Valuetainment Publishing. ISBN 9780997622300.
- Bet-David, Patrick; Ellsworth, Thomas N. (2016). The Life of an Entrepreneur in 90 Pages: There's An Amazing Story Behind Every Story (English) . Valuetainment Publishing. ISBN 9780997441000.
- Bet-David, Patrick; Ellsworth, Thomas N. (2017). Drop Out and Get Schooled: The Case for Thinking Twice about College (English) . 2B Consulting LLC. ISBN 9780997441024.
- Bet-David, Patrick; Dinkin, Greg (18 серпня 2020). Your Next Five Moves: Master the Art of Business Strategy (English) . Gallery Books. ISBN 9781982154806.
- Bet-David, Patrick; Dinkin, Greg (5 грудня 2023). Choose Your Enemies Wisely: Business Planning for the Audacious Few (English) . Penguin Publishing Group. ISBN 9780593712849.
- Bet-David, Patrick (2024). The Academy (English) . Permuted Press. ISBN 9798888455609.